# Cody Gakpo
Cody Mathès Gakpo (phát âm tiếng Hà Lan: [ˈɣɑkpoː]; sinh ngày 7 tháng 5 năm 1999) là một cầu thủ bóng đá chuyên nghiệp người Hà Lan hiện đang thi đấu ở vị trí tiền đạo cho câu lạc bộ Premier League Liverpool và đội tuyển bóng đá quốc gia Hà Lan. 
Trưởng thành từ học viện đào tạo bóng đá của PSV Eindhoven, Gakpo có lần đầu ra sân cho đội một vào tháng 2 năm 2018. Trong mùa giải 2021–22, anh giành danh hiệu Cầu thủ xuất sắc nhất năm của bóng đá Hà Lan. Năm 2023, anh chuyển đến nước Anh và đầu quân cho câu lạc bộ Liverpool.
Gakpo là thành viên của các đội tuyển trẻ Hà Lan từ cấp độ U-18 đến U-21. Anh ra mắt đội tuyển Hà Lan vào tháng 6 năm 2021 tại UEFA Euro 2020, sau đó anh đại diện cho đất nước của mình tham dự FIFA World Cup 2022 và UEFA Euro 2024.

## Đầu đời
Gakpo sinh ra ở Eindhoven và lớn lên ở quận Stratum. Cha anh sinh ra ở Togo và có tổ tiên là người Ghana, trong khi mẹ anh là người Hà Lan. Năm 2007, anh chuyển đến lò đào tạo trẻ của PSV, nơi anh thăng tiến qua tất cả các đội trẻ.

## Sự nghiệp câu lạc bộ

### PSV

#### Jong PSV
Trong mùa giải 2016–17, Gakpo lần đầu tiên góp mặt trong đội dự bị Jong PSV, nhưng chủ yếu thi đấu ở đội U-19. Gakpo ra mắt chuyên nghiệp tại giải hạng nhì Eerste Divisie cho Jong PSV vào ngày 4 tháng 11 năm 2016 trong trận đấu với Helmond Sport. Trong phần còn lại của mùa giải, anh chỉ ra sân thêm một lần nữa cho Jong PSV. Sau khi chứng kiến phong độ ngày càng cao của anh tại giải U-19 Eredivisie trong mùa tiếp theo với 7 bàn thắng và 5 pha kiến tạo trong 13 trận, Gakpo cuối cùng đã được đôn lên đội dự bị vào đầu năm. Trong lần ra sân thứ hai ở Eerste Divisie vào ngày 19 tháng 1 năm 2017 trong chiến thắng 3–2 trước De Graafschap, anh đã ghi một cú đúp và kiến tạo cho bàn thắng thứ ba của đội mình. Trong thời gian thi đấu cho Jong PSV, anh ghi được 7 bàn thắng trong mùa giải 2017–18, thành tích mà anh đạt được sau 12 trận đấu tại giải VĐQG.

#### Đội một
Gakpo có trận ra mắt đội một cho PSV khi vào sân thay người ở phút bù giờ trong chiến thắng 3–1 trước Feyenoord vào ngày 25 tháng 2 năm 2018. Trong mùa giải 2018–19, Gakpo nhiều lần được huấn luyện viên Mark van Bommel chọn vào đội hình của đội một trong nửa đầu mùa giải tuy nhiên phần lớn vẫn là một cầu thủ dự bị không được sử dụng. Trong chiến thắng 5–1 trên sân nhà trước Go Ahead Eagles vào ngày 3 tháng 12 năm 2018, anh đã ghi hat-trick đầu tiên trong sự nghiệp thi đấu chuyên nghiệp của mình. Sau khi anh ghi một bàn thắng và có một pha kiến tạo trong chiến thắng 5–2 trên sân nhà trước Almere City vào ngày 21 tháng 12, anh ra mắt ở Eredivisie chỉ một ngày sau đó. Trong chiến thắng 3–1 trên sân nhà trước AZ, anh được tung vào sân thay cho Steven Bergwijn vào lúc cuối trận. Anh đã ghi chín bàn sau mười trận cho Jong PSV vào cuối năm nên sau đó được đôn lên trở thành thành viên thường xuyên của đội một. Vào ngày 3 tháng 2 năm 2019, anh ghi bàn thắng đầu tiên ở Eredivisie trong lần ra sân thứ hai trong chiến thắng 5–0 trên sân nhà trước Fortuna Sittard và cũng kiến tạo một bàn thắng khác. Vào cuối mùa giải, anh ấy đã có 14 lần ra sân ở giải đấu, nhưng không thể ghi thêm một bàn thắng nào.
Trong mùa giải 2019–20, Gakpo thi đấu bùng nổ tại Eredivisie và ghi bảy bàn thắng cùng nhiều pha kiến tạo trong 25 trận đấu tại giải vô địch quốc gia Hà Lan.
Vào ngày 13 tháng 9 năm 2020, ngày thi đấu đầu tiên của mùa giải Eredivisie 2020–21, Gakpo ghi cú đúp đầu tiên cho PSV, góp phần vào chiến thắng 3–1 trước Groningen. Anh ghi một cú đúp khác vào ngày 24 tháng 9 trong chiến thắng 5–1 ở vòng loại UEFA Europa League trước NŠ Mura, giúp PSV giành quyền tham dự vòng play-off. Tại vòng play-off, Gakpo một lần nữa góp công vào chiến thắng của PSV, lần này là bàn thắng thứ hai cho PSV trong trận 2–0 trước Rosenborg vào ngày 1 tháng 10. Anh kết thúc mùa giải với 29 lần ra sân, ghi được 11 bàn thắng.
Gakpo đã ghi bàn thắng quyết định cho PSV trong chiến thắng 2–1 trước Ajax trong trận Chung kết Cúp KNVB 2022 vào ngày 17 tháng 4 năm 2022. Gakpo có một mùa giải thành công vượt bậc với 21 bàn thắng và kiến tạo 15 bàn giúp PSV cán đích thứ hai tại Eredivisie 2021-22, kém nhà vô địch Ajax hai điểm.
Vào ngày 31 tháng 8 năm 2022, anh ghi hat-trick đầu tiên tại Eredivisie trong chiến thắng 7–1 trước Volendam. Ngày 6 tháng 10, anh lập cú đúp giúp PSV thắng đậm FC Zürich 5-1 tại vòng bảng UEFA Europa League 2022-23. Ba ngày sau đó, Gakpo ghi bàn thắng duy nhất trong trận đấu với SC Heerenveen tại Eredivisie.
Đến thời điểm rời PSV để chuyển đến Liverpool, Gakpo có 55 bàn thắng và 50 kiến tạo qua 159 trận khoác áo PSV.

### Liverpool
Ngày 26 tháng 12 năm 2022, PSV xác nhận đạt thỏa thuận với câu lạc bộ Premier League Liverpool và hoàn tất các cuộc đàm phán về việc Gakpo sẽ chuyển sang Anh thi đấu cho Liverpool. Hai ngày sau, Gakpo vượt qua cuộc kiểm tra y tế, thống nhất các điều khoản cá nhân và ra mắt đội bóng mới tại Trung tâm Huấn luyện AXA. Liverpool và PSV thống nhất không thông báo về phí chuyển nhượng nhưng Giám đốc Thể thao của PSV là Marcel Brands khẳng định đây là "vụ chuyển nhượng kỷ lục đối với câu lạc bộ" và theo BBC Sport, Gakpo ký hợp đồng có thời hạn 5 năm rưỡi với phí chuyển nhượng từ 35,4 đến 44,3 triệu bảng (40 đến 50 triệu euro).

## Sự nghiệp quốc tế

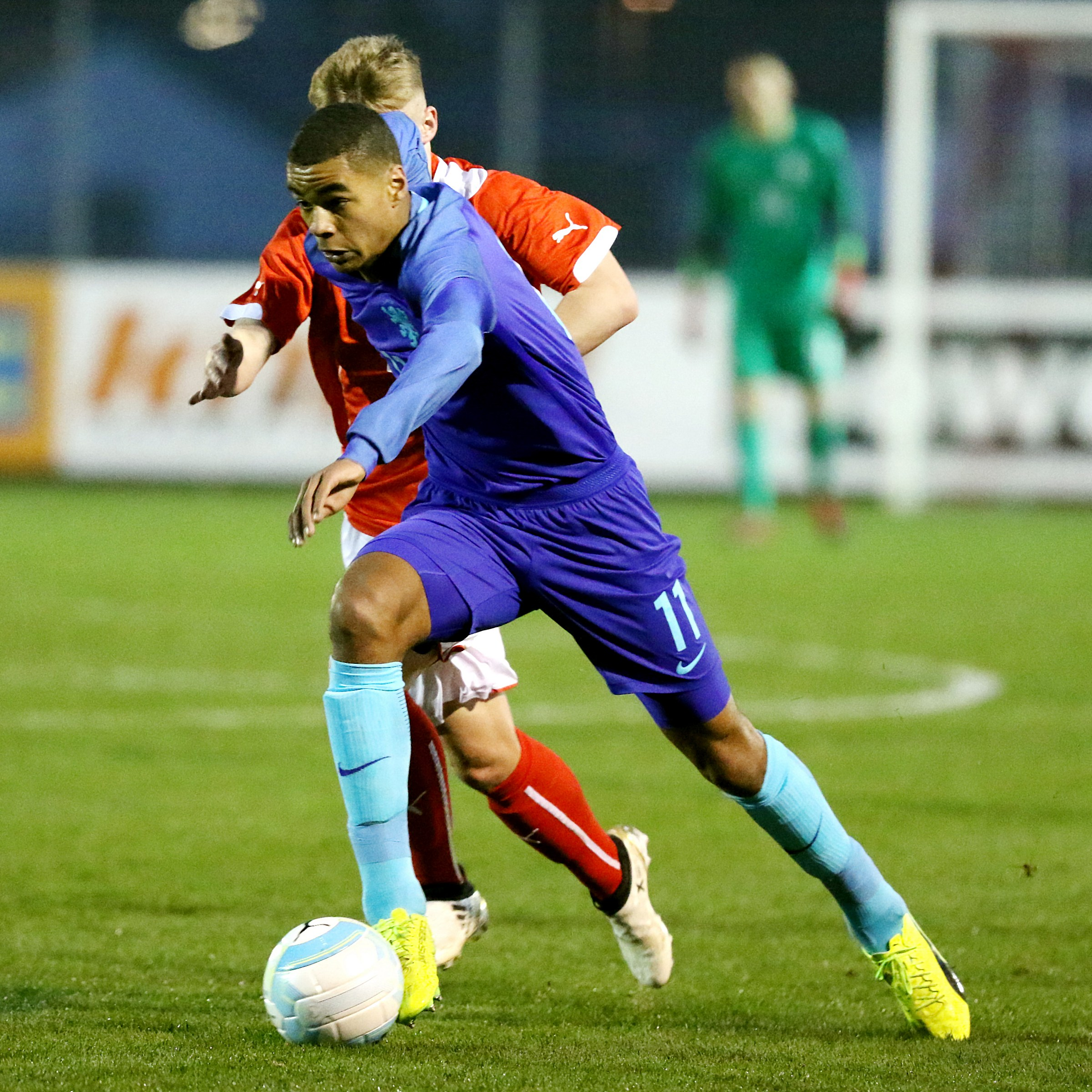
Gakpo thi đấu cho U-18 Hà Lan năm 2017

Gakpo đủ điều kiện để thi đấu cho Hà Lan, Ghana hoặc Togo ở cấp độ quốc tế. Anh từng là thành viên các đội trẻ quốc gia của Hà Lan ở các cấp độ U-18, U-19, U-20 và U-21.
Gakpo được huấn luyện viên Frank de Boer triệu tập vào đội tuyển Hà Lan tham dự Euro 2020. Ngày 21 tháng 6 năm 2021, anh vào sân thay cho Frenkie de Jong trong trận đấu thứ ba vòng bảng gặp Bắc Macedonia. Điều này giúp anh trở thành cầu thủ Hà Lan đầu tiên kể từ Martien Vreijsen tại Euro 1980 có trận ra mắt đội tuyển quốc gia tại giải vô địch bóng đá Châu Âu.

### World Cup 2022
Gakpo được huấn luyện viên Louis Van Gaal chọn vào danh sách 26 cầu thủ Hà Lan tham dự World Cup 2022 tại Qatar. Trong trận đầu tiên của Hà Lan tại vòng bảng với Senegal, anh là người đánh đầu mở tỉ số phá vỡ thế bế tắc của trận đấu giúp Hà Lan thắng chung cuộc 2-0. Bốn ngày sau đó, anh giúp Hà Lan mở tỷ số trận đấu với Ecuador ngay phút thứ sáu nhưng kết quả hòa 1-1 chung cuộc chưa thể giúp Hà Lan giành vé sớm vào vòng sau. Trong trận đấu cuối cùng vòng bảng, Gakpo mở tỷ số trận thứ ba liên tiếp, giúp Hà Lan thắng chủ nhà Qatar 2-0 để giành ngôi đầu bảng A với 7 điểm. Anh trở thành cầu thủ người Hà Lan đầu tiên trong lịch sử ghi bàn trong 3 trận đấu đầu tiên tham dự sân chơi World Cup.

## Phong cách thi đấu
Thường được bố trí ở cánh trái, Gakpo thường xuyên cắt vào trong bằng chân phải để chuyển sang vị trí tấn công trung tâm hơn, đồng thời sử dụng tốc độ và kỹ năng rê bóng của mình để vượt qua các hậu vệ cho đến khi anh ấy tìm thấy khoảng trống để thực hiện nỗ lực ghi bàn.

## Cuộc sống cá nhân
Gakpo là một người theo Kitô giáo. Anh đã nói: “Tôi cố gắng đọc Kinh thánh mỗi ngày, tôi cầu nguyện mỗi ngày, tôi thích đi nhà thờ và tôi đọc nhiều sách về đức tin.” Trong thời gian diễn ra World Cup 2022, Gakpo và Memphis Depay đã hướng dẫn một buổi học Kinh thánh với 15 cầu thủ Hà Lan.

## Thống kê sự nghiệp

### Câu lạc bộ
Tính đến 19 tháng 5 năm 2024
| Câu lạc bộ          | Mùa giải            | Giải vo địch        | Giải vo địch | Giải vo địch | Cúp quốc gia | Cúp quốc gia | Cúp liên đoàn | Cúp liên đoàn | Châu Âu | Châu Âu | Khác | Khác | Tổng cộng | Tổng cộng |
| Câu lạc bộ          | Mùa giải            | Hạng đấu            | Trận         | Bàn          | Trận         | Bàn          | Trận          | Bàn           | Trận    | Bàn     | Trận | Bàn  | Trận      | Bàn       |
| ------------------- | ------------------- | ------------------- | ------------ | ------------ | ------------ | ------------ | ------------- | ------------- | ------- | ------- | ---- | ---- | --------- | --------- |
| Jong PSV            | 2016–17             | Eerste Divisie      | 2            | 0            | —            | —            | —             | —             | —       | —       | —    | —    | 2         | 0         |
| Jong PSV            | 2017–18             | Eerste Divisie      | 13           | 7            | —            | —            | —             | —             | —       | —       | —    | —    | 13        | 7         |
| Jong PSV            | 2018–19             | Eerste Divisie      | 11           | 10           | —            | —            | —             | —             | —       | —       | —    | —    | 11        | 10        |
| Jong PSV            | Tổng cộng           | Tổng cộng           | 26           | 17           | —            | —            | —             | —             | —       | —       | —    | —    | 26        | 17        |
| PSV                 | 2017–18             | Eredivisie          | 1            | 0            | 0            | 0            | —             | —             | 0       | 0       | —    | —    | 1         | 0         |
| PSV                 | 2018–19             | Eredivisie          | 16           | 1            | 2            | 1            | —             | —             | 1       | 0       | 0    | 0    | 19        | 2         |
| PSV                 | 2019–20             | Eredivisie          | 25           | 7            | 2            | 0            | —             | —             | 11      | 1       | 1    | 0    | 39        | 8         |
| PSV                 | 2020–21             | Eredivisie          | 23           | 7            | 1            | 0            | —             | —             | 5       | 4       | —    | —    | 29        | 11        |
| PSV                 | 2021–22             | Eredivisie          | 27           | 12           | 4            | 2            | —             | —             | 15      | 7       | 1    | 0    | 47        | 21        |
| PSV                 | 2022–23             | Eredivisie          | 14           | 9            | 0            | 0            | —             | —             | 9       | 3       | 1    | 1    | 24        | 13        |
| PSV                 | Tổng cộng           | Tổng cộng           | 106          | 36           | 9            | 3            | —             | —             | 41      | 15      | 3    | 1    | 159       | 55        |
| Liverpool           | 2022–23             | Premier League      | 21           | 7            | 3            | 0            | —             | —             | 2       | 0       | —    | —    | 26        | 7         |
| Liverpool           | 2023–24             | Premier League      | 35           | 8            | 4            | 0            | 6             | 4             | 8       | 4       | —    | —    | 53        | 16        |
| Liverpool           | Tổng cộng           | Tổng cộng           | 56           | 15           | 7            | 0            | 6             | 4             | 10      | 4       | —    | —    | 79        | 23        |
| Tổng cộng sự nghiệp | Tổng cộng sự nghiệp | Tổng cộng sự nghiệp | 188          | 68           | 16           | 3            | 6             | 4             | 51      | 19      | 3    | 1    | 264       | 95        |

1. ↑  Bao gồm KNVB Cup, FA Cup
2. ↑  Bao gồm EFL Cup
3. 1 2  Ra sân tại UEFA Champions League
4. ↑  2 lần ra sân ở UEFA Champions League, 9 lần ra sân và 1 bàn thắng ở UEFA Europa League
5. 1 2 3  Ra sân tại Johan Cruyff Shield
6. 1 2  Ra sân tại UEFA Europa League
7. ↑  6 lần ra sân và 2 bàn ở UEFA Champions League, 4 lần ra sân và 2 bàn ở UEFA Europa League, năm lần ra sân và ba bàn ở UEFA Europa Conference League
8. ↑  4 lần ra sân ở UEFA Champions League, 5 lần ra sân và 3 bàn thắng ở UEFA Europa League

### Quốc tế
Tính đến ngày 10 tháng 7 năm 2024
| Đội tuyển | Năm  | Số lần ra sân | Số bàn thắng |
| --------- | ---- | ------------- | ------------ |
| Hà Lan    | 2021 | 4             | 1            |
| Hà Lan    | 2022 | 10            | 5            |
| Hà Lan    | 2023 | 7             | 3            |
| Hà Lan    | 2024 | 9             | 3            |
| Tổng      | Tổng | 30            | 12           |

Tính đến ngày 2 tháng 7 năm 2024
Tỷ số và kết quả hiển thị đầu tiên là của đội tuyển Hà Lan, cột bàn thắng chỉ ra tỷ số trận đấu sau mỗi bàn thắng của Gakpo
| STT | Ngày                 | Địa điểm                                     | Số lần ra sân | Đối thủ          | Bàn thắng | Kết quả | Giải đấu                      |
| --- | -------------------- | -------------------------------------------- | ------------- | ---------------- | --------- | ------- | ----------------------------- |
| 1   | 4 tháng 9 năm 2021   | Sân vận động Philips, Eindhoven, Hà Lan      | 3             | Montenegro       | 4–0       | 4–0     | Vòng loại FIFA World Cup 2022 |
| 2   | 14 tháng 6 năm 2022  | De Kuip, Rotterdam, Hà Lan                   | 7             | Wales            | 2–0       | 3–2     | UEFA Nations League 2022–23   |
| 3   | 22 tháng 9 năm 2022  | Sân vận động Quốc gia, Warszawa, Ba Lan      | 8             | Ba Lan           | 1–0       | 2–0     | UEFA Nations League 2022–23   |
| 4   | 21 tháng 11 năm 2022 | Sân vận động Al Thumama, Doha, Qatar         | 10            | Sénégal          | 1–0       | 2–0     | FIFA World Cup 2022           |
| 5   | 25 tháng 11 năm 2022 | Sân vận động Quốc tế Khalifa, Doha, Qatar    | 11            | Ecuador          | 1–0       | 1–1     | FIFA World Cup 2022           |
| 6   | 29 tháng 11 năm 2022 | Sân vận động Al Bayt, Al Khor, Qatar         | 12            | Qatar            | 1–0       | 2–0     | FIFA World Cup 2022           |
| 7   | 7 tháng 9 năm 2023   | Sân vận động Philips, Eindhoven, Hà Lan      | 18            | Hy Lạp           | 2–0       | 3–0     | Vòng loại UEFA Euro 2024      |
| 8   | 10 tháng 9 năm 2023  | Sân vận động Aviva, Dublin, Ireland          | 19            | Cộng hòa Ireland | 1–1       | 2–1     | Vòng loại UEFA Euro 2024      |
| 9   | 21 tháng 11 năm 2023 | Sân vận động Algarve, Faro/Loulé, Bồ Đào Nha | 21            | Gibraltar        | 6–0       | 6–0     | Vòng loại UEFA Euro 2024      |
| 10  | 16 tháng 6 năm 2024  | Volksparkstadion, Hamburg, Đức               | 25            | Ba Lan           | 1–1       | 2–1     | UEFA Euro 2024                |
| 11  | 25 tháng 6 năm 2024  | Westfalenstadion, Dortmund, Đức              | 27            | Áo               | 1–1       | 2–3     | UEFA Euro 2024                |
| 12  | 2 tháng 7 năm 2024   | Allianz Arena, Munich, Đức                   | 28            | România          | 1–0       | 3–0     | UEFA Euro 2024                |

## Danh hiệu

### Câu lạc bộ
PSV
- Eredivisie: 2017–18
- KNVB Cup: 2021–22
- Johan Cruyff Shield: 2021,[43] 2022[44]

Liverpool
- Premier League: 2024–25
- EFL Cup: 2023–24

### Cá nhân
- Cầu thủ xuất sắc nhất năm của Hà Lan: 2021–22[45]
- Eredivisie Player of the Month: September 2022,[46] October 2022[47]